# 普魯士的海因里希王子 (1781年—1846年)
普魯士的海因里希（德語：Heinrich von Preußen，1781年12月30日—1846年7月12日），普魯士軍官，腓特烈·威廉二世的第三子。
海因里希是普魯士國王腓特烈·威廉二世與他的第二任妻子黑森-達姆施塔特伯爵路德維希九世的次女弗雷德里卡·路易莎的第三子丶腓特烈·威廉三世的三弟。海因里希於1795年9月5日參軍，成為近衛第一營生命連的一名軍官。並於1806年-1807年對抗拿破崙的第四次反法同盟戰役中，還擔任一名上尉——在奧爾施塔特，格哈德·馮·沙恩霍斯特借給海因里希一匹馬因為海因里希的馬在被他殺了。1807年，海因里希被任命為“馮舍寧”步兵團的指揮官。在1813年的戰役中，海因里希在俄羅斯將軍彼得·維特根施泰因的總部工作。1815年5月31日，他晉升為步兵將軍。
從1800年直到1811年勃蘭登堡行政區解散時，海因里希擔任叔公奧古斯特·斐迪南親王的共同陪審員，他是該行政區的最後一位領主。在其解散後，海因里希的長兄腓特烈·威廉三世成立皇家普魯士聖約翰騎士團，奧古斯特·斐迪南擔任其最高統帥。1813年，海因里希取代奧古斯特·斐迪南成為最高統帥。在海因里希的領導下，新騎士團在于特博格建立了一家醫院，並在布加勒斯特建立了一個“女執事學院”（Diakonissenanstalt）。海因里希還是黑鷹勳章、鐵十字勳章、聖安德魯勳章、聖亞歷山大涅夫斯基勳章和聖喬治勳章三等勳章和聖約翰勳章騎士大十字勳章及伏拉迪米爾勳章的騎士。
1817年8月12日，海因里希在擔任美國在地中海的旗艦期間訪問華盛頓號。1819年，海因里希是英國喬治三世在柏林接受洗禮的孫子坎伯蘭的喬治王子的教父母之一。1819年晚些時候，只是海因里希（總是身體不好）在一次晚會上暈倒後才獲得腓特烈·威廉三世的許可搬到羅馬。在之後的二十年裡，他臥床不起，弗里德里希·威廉·馮·萊佩爾少將和赫爾穆特·卡爾·貝恩哈特·馮·毛奇（從1845年起）擔任他的副官。
海因里希被安葬在柏林大教堂。柏林十字山的海因里希廣場是以他的名字命名。